# Паук, Марина Яковлевна
Марина Яковлевна Паук (30 октября 1917, Владикавказ — 1999, Владикавказ) — заведующая нефтепромыслом № 1 треста «Малгобекнефть» объединения «Грознефть». Герой Социалистического Труда (1966).

## Биография
Родилась в 1917 году во Владикавказе. После окончания восьмилетней школы поступила в нефтяной техникум в Грозном, который окончила в 1938 году. После техникума работала помощником нефтяника по добыче нефти на третьем промысле треста «Октябрьнефть». В 1941—1942 годах работала мастером по добыче нефти и газа. После окончания курсов комсомольских руководителей при Чечено-Ингушском обкоме ВЛКСМ была назначена секретарём Октябрьского райкома ВЛКСМ. Избиралась депутатом Октябрьского райсовета. После войны окончила высшую партийную школу в Краснодаре и была назначена инструктором промышленно-транспортного отдела горкома КПСС и заведующей отделом Затеречного райкома КПСС и позднее — инструктором промышленно-транспортного отдела и секретарём Малгобекского горкома КПСС (1951—1954).
В 1954 году была назначена начальником первого промысла НПУ «Малгобекнефть». При её руководстве были внедрены передовые методы добычи нефти и началась разработка верхне-меловых отложений Ачалукского месторождения. Промысел увеличил добычу нефти в десять раз. За выдающиеся заслуги в выполнении заданий семилетнего плана по добыче нефти и достижение высоких технико-экономических показателей в работе удостоена звания Героя Социалистического Труда указом Президиума Верховного Совета СССР от 23 мая 1966 года c вручением ордена Ленина и золотой медали «Серп и Молот».
Возглавляла промысел № 1 НПУ «Малгобекнефть» до выхода на пенсию в 1970 году.
Скончалась в 1999 году во Владикавказе. Похоронена на Аллее Славы во Владикавказе.

## Награды
- Герой Социалистического Труда — указом Президиума Верховного Совета СССР от 23 мая 1966 года;
- Орден Ленина — дважды (07.03.1960; 23.05.1966);
- Медаль «За доблестный труд в Великой Отечественной войне 1941—1945 гг.»;